# Кампина-ду-Монти-Алегри
Кампина-ду-Монти-Алегри (порт. Campina do Monte Alegre)  —  муниципалитет в Бразилии, входит в штат Сан-Паулу. Составная часть мезорегиона Итапетининга. Входит в экономико-статистический  микрорегион Итапетининга. Население составляет 6171 человек на 2006 год. Занимает площадь 184,077 км². Плотность населения — 33,5 чел./км².

## История
Город основан 20 мая 1996 года. 

## Статистика
- Валовой внутренний продукт на 2003 составляет 57.998.261,00 реалов (данные: Бразильский институт географии и статистики).
- Валовой внутренний продукт на душу населения на 2003 составляет 10.121,86 реалов (данные: Бразильский институт географии и статистики).
- Индекс развития человеческого потенциала на 2000 составляет 0,742 (данные: Программа развития ООН).

## География
Климат местности: субтропический. В соответствии с классификацией Кёппена, климат относится к категории Cfb.